# Heibeeksköpfe
Die Heibeeksköpfe sind ein maximal 465,2 m ü. NHN hoher, zweikuppiger Berg des Mittelgebirges Harz. Sie liegen nahe Bad Lauterberg im gemeindefreien Gebiet Harz des Landkreises Göttingen in Niedersachsen. Ihre beiden Kuppen heißen Großer (465,2 m) und Kleiner Heibeekskopf (440,1 m).

## Geographische Lage
Die Heibeeksköpfe erheben sich im Südharz im Naturpark Harz etwa 1,5 km (Luftlinie) nordnordwestlich des Bahnhofs von Bad Lauterberg. Sie trennen den Lutter-Zufluss Heibeek, nach dem sie benannt wurden, im Westen und Süden von der Lutter im Osten. Ihre beiden Kuppen sind in Nord-Süd-Richtung etwa 460 m voneinander entfernt. Auf deren gemeinsamer Ostflanke liegt die zur Lutter hin entwässernde Augenquelle.

## Wandern
Knapp 800 m nordwestlich des Großen Heibeekskopfs und damit in Richtung der Scheffeltalsköpfe liegt die Waldwegkreuzung Knollenkreuz (ca. 480 m ü. NN; ⊙), die als Nr. 152 in das System der Stempelstellen der Harzer Wandernadel einbezogen ist; der Stempelkasten befindet sich direkt neben der dortigen Schutzhütte Hentschelköte. Die Kreuzung liegt auf dem Wanderweg von Bad Lauterberg zum Großen Knollen.